# 1156
1156 (MCLVI) fue un año bisiesto comenzado en domingo del calendario juliano.

## Acontecimientos
- Fernando II, rey de Galicia y León. Concesión de fueros a varias ciudades gallegas.

## Nacimientos
- Roberto de Auxerre, cronista francés.
- Sancha, infanta de Castilla y reina consorte de Aragón.

## Fallecimientos
- André de Montbard, Gran Maestre de la Orden del Temple.